# Barrinha
Barrinha este un oraș în São Paulo (SP), Brazilia.